# The Leading Man
Pour plus de détails, voir Fiche technique et Distribution.
The Leading Man est un film britannique réalisé par John Duigan et sorti en 1996.

## Synopsis
Robin Grange, un acteur américain, se rend à Londres pour figurer dans une nouvelle pièce dramatique « The Hit Man » . L'auteur de la pièce, Felix Webb, a une liaison avec la jeune et belle Hilary, l'actrice principale. Sa femme Eleonor soupçonne que son mari la trompe.

## Fiche technique
- Titre : The Leading Man
- Réalisation : John Duigan
- Scénario : Virginia Duigan
- Musique : Edward Shearmur
- Photographie : Jean-François Robin
- Montage : Humphrey Dixon
- Production : Bertil Ohlsson et Paul Raphael
- Société de production : BMG Independents et J&M Entertainment
- Pays :  Royaume-Uni
- Genre : Drame, romance et thriller
- Durée : 99 minutes[1]
- Dates de sortie : 
  - 6 septembre 1996 (Festival international du film de Toronto)
  - 12 décembre 1996 : ( Allemagne)
  - 12 septembre 1997 :  Royaume-Uni)
  - 6 mars 1998 : ( États-Unis)

## Distribution
- Jon Bon Jovi : Robin Grange
- Anna Galiena : Elena Webb
- Lambert Wilson : Felix Webb
- Thandiwe Newton : 	Hilary Rule
- Barry Humphries : Humphrey Beal
- David Warner : Tod
- Patricia Hodge : Delvene
- Diana Quick : Susan
- Harriet Walter : Liz Flett
- Tam Dean Burn : Henry
- Claire Cox : Serena
- Kevin McKidd : Ant
- Victoria Smurfit : Annabel
- Laura Austin-Little : Miranda Webb
- Danny Worters : Danny Webb
- Nicole Kidman (dans son propre rôle)